# Laurence Vielle
Laurence Vielle est une actrice, metteuse en scène et écrivaine belge de langue française, née à Bruxelles en 1968.

## Biographie
Laurence Vielle est née en 1968 à Bruxelles. Son père est suisse, sa mère est flamande.  
Titulaire d'une licence et d'une agrégation en philologie romane, elle suit une formation de comédienne et reçoiit le Prix supérieur d'Art dramatique et le Premier prix de déclaration au Conservation Royal de Bruxelles. 
Comédienne et auteure, elle aime dire les mots, surtout les écritures d’aujourd’hui.  
Résidant à Bruxelles, sa ville natale, elle joue dans plusieurs pièces dont État de marche en 2009, mise en scène par Jean-Michel Agius, ou encore Sainte dans l'incendie de Laurent Fréchuret, entre 2010 et 2014.  
Elle est également auteure de théâtre et de poésie.  
Elle succède le 28 janvier 2016 à Charles Ducal en tant que Poète nationale, en Belgique.

## Publications
- Silence !, les Eperonniers, 1996 (ISBN 978-2-87132-270-2)
- Zébuth, ou, L'Histoire ceinte, 1997
- Dame en fragments : monologue en fragments, la Pierre d'Alun, 2000 (ISBN 978-2-87429-037-4)
- L'Imparfait, Ed. de l'Ambedui, 2002 (ISBN 978-2-930345-12-3)
- L'Incroyable histoire du grand Gelbe : conte sous-lèvres, ou, l'histoire de Gelbe et de Léna, Ed. de l'Ambedui, 2003 (ISBN 978-2-930345-31-4)
- Pièce d'eau : poème brisé pour une danse, Ed. de l'Ambedui, 2004 (ISBN 978-2-930345-38-3)
- Récréation du monde, 2006
- Entretien avec Anne Molitor : un morceau d'une vie au service des artistes et des artisans de la scène, 2007
- Bonjour Gaston, maelstrÖm reEvolution, 2010 (ISBN 978-2-87505-040-3)
- Du Coq à Lasne, maelstrÖm reEvolution, 2012 (ISBN 978-2-87505-112-7)

- Ouf, maelstrÖm reEvolution, 2015 (ISBN 978-2-87505-208-7)
- Cirque !, Tinqueux, Centre de Créations pour l'Enfance, 2016 (ISBN 979-10-93367-12-5)
- Geboren met de wind, maelstrÖm reEvolution, 2016 (ISBN 978-2-87505-229-2)
- Issinakimourupaçavéku, maelstrÖm reEvolution, 2016 (ISBN 978-2-87505-243-8)
- René, qu'est-ce qui te fait vivre ? : à partir des paroles de patients hospitalisés en psychiatrie au Centre hospitalier la Chartreuse de Dijon, maelstrÖm reEvolution, 2017 (ISBN 978-2-87505-276-6)
- Ancêtres, maelstrÖm reEvolution, 2017 (ISBN 978-2-87505-289-6)
- Domo de Poezia : bouteilles à la mer, maelstrÖm reEvolution, 2018 (ISBN 978-2-87505-300-8)

## Filmographie
- 2021 : La Dernière Tentation des Belges de Jan Bucquoy

## Théâtre
Elle a écrit plusieurs scénarios de films.
En tant qu'actrice et comédienne, elle a joué avec différents metteurs en scène :
- Frédéric Dussenne (Noces de sang de Federico Garcia Lorca),
- Hélène Gailly (Elle n’est pas moi de Paul Pourveur),
- Michaël Delaunoy (Alba Rosa de Pietro Pizzuti),
- Monique Dorsel au Théâtre Poème,
- Pietro Pizzuti (L’Inquiétude de Valère Novarina, Marin, mon cœur d’Eugène Savitzkaya, N’être de Pietro Pizzuti),
- Valérie Cordy (Antigone de Henri Bauchau),
- Philippe Sireuil (Les Guerriers de Philippe Minyana),
- Pascal Crochet (L’abitasion brize le ven de notre jardin; écrits bruts),
- Isabelle Pousseur (L’Instant 1 et L’Instant 2 de Jean-Marie Piemme),
- Brigitte Bailleux (Le Sabotage amoureux, d’Amélie Nothomb),
- Valère Novarina (La Scène de Valère Novarina),
- Laurent Fréchuret (Sainte dans l'incendie),
- Laurent Fréchuret (Les Présidentes de Werner Schwab).
- La terre tourne[9], poème extrait de « Ouf » de Laurence Vielle - Grand Prix Académie Charles Cros[10] - est mis en chanson -SACEM[11]- et en peinture par Vincent Tondo, compositeur et interprète (notice de personne - forme internationale BnF[12]).

### Ateliers artistiques
Elle a également suivi des stages avec Dario Fo, Alfredo Arias (Copi), Anatolii Vassiliev (Platon), Isabelle Pousseur (Heiner Muller) ; joué dans plusieurs films, dont Tous à table et Des heures sans sommeil d’Ursula Meier. Elle anime divers ateliers d’écriture et récolte les paroles dites par les autres qu’elle retranscrit minutieusement pour en faire des spectacles.

## Distinctions
Laurence Vielle est distinguée à de nombreuses reprises, en théâtre comme en poésie.
Elle est nommée Poète National de Belgique en 2016,.
- 1998, prix de la première œuvre en Communauté française de Belgique pour Zébuth ou l’histoire ceinte
- 1999, prix de la meilleure comédienne au Festival de Clermont.
- 2001, prix du spectacle jeune compagnie pour Écrits bruts
- 2003, prix de la fiction radiophonique (SACD) pour Ça y est, je vole !,
- 2015, Grand Prix international du Disque et du DVD de l'Académie Charles Cros pour son livre CD Ouf !
- 2016, prix Scam pour la consécration littéraire pour son recueil Ouf !
- 2017, prix des Découvreurs et grand prix de l'Académie Charles-Cros, catégorie Livre-disque,
- 2018, prix de la critique, meilleure auteure, spectacle Burning.